# Château de la Malvandière
Le Château de la Malvandière est un château français situé à Arquenay, dans le département de la Mayenne et la région des Pays de la Loire. 

## Désignation
- La Malvandière, village (Carte de Cassini).

## Histoire
Le Bois est défriché vers 1800. La Malvandière, chargée d'une rente de 18 boisseaux de seigle envers la charité de Priz, 1508, appartenait en 1739 à M. Chantepie du Plessis. La famille Letort en prend le nom au XVIIIe siècle. 

## Sources et bibliographie
- « Château de la Malvandière », dans Alphonse-Victor Angot et Ferdinand Gaugain, Dictionnaire historique, topographique et biographique de la Mayenne, Laval, A. Goupil, 1900-1910 [détail des éditions] (BNF 34106789, présentation en ligne)